# フモフモさん
フモフモさんはシナダ社のキャラクター。2002年からぬいぐるみを中心とした様々なグッズが販売されている。動物や空想上の生物など様々なものをモチーフとし、腕と胴体の長い姿が特徴。大きいもので150cmほどのサイズのぬいぐるみが販売されている。

## 設定
くもの上に住む未確認生物。「フモくも」という名前の雲が地上の地域の影響をうけ、フモフモさんが発生すると言われているが、詳しいことはまだよくわかっていない。

## キャラクター

### フモフモさん
- すもも（モチーフ：うさぎ）

最初に発見されたひとフモ（1匹）。ウサギの影響波によるフモフモと推測され、長い耳と愛嬌のある尻尾が特徴。性格は無邪気でおっとりしているとされ、周囲にいる人間もおおらかにすることがある。夢見がちでやや女性的な性格である。落ち込むことは少なく、食事と睡眠を好むとされ、「フモフモした色のきれいな食べ物」が好物。
- ふもも（モチーフ：猫）

最初に発見されたひとフモ（1匹）。猫の影響波で発生したと推測され、三角形の耳と長い尻尾が特徴。活動的で好奇心が強く、珍しいものや特別なもを見分けることが得意であり、見分けのつきにくいマシュマロの差異を判断することもできる。フモくもを自由に動かすことができ行動範囲は広く、迷子のフモフモさんを見つけ助けることもある。
- まもも（モチーフ：熊）

最初に発見されたひとフモ（1匹）。熊の影響波で発生したと推測され、口の周りが白い。常にマイペースで自身の関心があることに集中していることが多く、集中していると食事を忘れることもある。フモフモさんはフモくもの上でフモ草を栽培するとされているがまももは栽培を好みまた得意である。いざとなると思いがけない力を発揮するとされる。
- トララ（モチーフ：虎）

初期に発見されたフモフモさんで虎の影響波で発生したと推測され、虎のような縞模様があり尻尾が長い。寂しがりやで高所が苦手、繊細で優しい性格。しかし有事の際はとても勇敢に行動する。自身と親近感があるためかシマシマのものを好むことがある。そのためしまにゃーをとても好む。また自身が好む対象の気持ちを理解することができるとされる。
- ぱんな（モチーフ：パンダ）

比較的に早い段階に発見されたフモフモさんでパンダの影響波で発生したと推測され、白と黒の模様と長いまつ毛が印象的。性格はどこか女性のような性格で女性的なものを好む。大人しく、おっとりしていることが多い。中国上空にある大型の雲で群れをなし生息しているとされる。また群れで行動する場合が多い。
- もちゃ（モチーフ：猿）

もちゃ（通常）
初期に発見されたフモフモさんでサルの影響波で発生したと推測され、他のフモフモさんと比べ大人びており賢いと考えられる。自身のことや周囲のことなどを常に静かに考えている。マシュマロの木からバナナ型のマシュマロを収穫できるようにするなど新しいことを発見することが得意。
もちゃ（薄茶）
薄茶のもちゃはもちゃの中でも特に知能が高い個体と推測される。温泉が好きで雲の上に温泉を出すことができる。温泉に浸かり物思いにふけることが多い。現時点で温泉を出す原理は不明である。
- けろーにょ（モチーフ：カエル）

けろーにょ（通常）
初期に発見されたフモフモさんでカエルの影響波で発生したと推測される。雫型の腹部の模様が特徴であり、この模様が整っているほど魅力的な個体とされる。集団で歌い踊ることがあり陽気な性格とみられる。また注目されたり喜ばれたりすると調子に乗ることがある。失敗しても引きずらない性格で通常は穏やかに生活している。雨を大変好み、降雨の際は元気に陽気になるためすぐにパーティーやリサイタルを行う。
エリート
黄色のけろーにょはエリートと呼ばれる個体で、特に優れた音楽の才能を持つとされる。またエリートの中でもあらゆる楽器を得意とする個体はロックと呼ばれている。けろーにょ種に関しては未だに不明な点が多いとされる。
ブラン
けろーにょの変異形態で白く天使のような鳥の翼を持つ個体はブランと呼ばれている。けろーにょ種と同様に歌を歌ったり、集団で集まることを好む。クラシック系の歌を好むとされる。性格は陽気で明るいがけろーにょ種の中では上品で静かである。気温が下がるとブランの白いフモくもから降雪が観測され、地上に積雪する場合がある。
ノワール
けろーにょの変異形態で黒くてコウモリのような翼を持つ個体はノワールと呼ばれている。けろーにょ種と同様に歌ったり、コンサートを開催することを好み、ロック系の歌を好むとされる。騒ぐことを大変好み、天邪鬼な性格でもある。寒さが厳しい時はノワールの黒いフモくもからは雹が観測され、その際のノワールは雲を大きく揺らし機嫌が良い様子である。
- トナモ（モチーフ：トナカイ）

冬に観察されるフモフモさんでトナカイの影響波で発生したと推測される。トナカイのような赤い鼻が特徴。多くの場合大きな袋を携えてプレゼントを宅配しており、その袋の中にはフモフモさん達からのメッセージが入っているとされる。トナモ達はプレゼントを配達し喜ばれることを好み大変勤勉である。
- ここも（モチーフ：コアラ）

初期に発見されたフモフモさんでコアラの影響波で発生したと推測される。灰色の身体に大きな耳、焦げ茶色の大きな鼻が特徴。大小のペアで観察されることが多く、親子のように仲睦まじく暮らしているとされる。また小さいここもは日中は群れで集まり生活をしその様相はまるで保育園のようにも見える。それに対して大きいここもは小規模の群れを作る場合がある。夜間は大小のペアが寄り添い睡眠をとる。フモフモさんの中では最初に研究されてきた個体ではあるが詳しいことはいまだに分かっていない。
- ふふ（モチーフ：羊）

初期に発見されたフモフモさんで羊の影響波で発生したと推測される。羊のような黄色い角が特徴。普段は南半球上空の大きな雲の上で群れをなし生活しているとされる。ふふはフモフモさんの中でも特にフワフワしておりそばにいる人間達に温もりを伝えている。常に穏やかに微笑んでおり特に子供や小さな生物から支持を集めている。近くに住んでいるここも達と特に仲がよく小さなここも達からは特に人気を集めている。
- まはも（モチーフ：象）

初期に発見されたフモフモさんで象の影響波で発生したと推測される。象のような鼻と大きな耳が特徴。普段は赤道近くで大きな雲の上で群れをなし生活しているとされる。性格は大人しく、のんびりとしているが非常に力が強い。物静かに大きな耳を使い様々な情報を収集し豊富な知識を持っているとされる。親くもからはぐれたこどもぐもを探すなど有事の際は持ち前の知識と情報を活かして力を発揮することもある。
- モモスーツ
- スーツ
- ぴかり（モチーフ：星）

肌寒くなってきた時期に発見されたフモフモさんで自ら発光することができる。他のフモフモさん達が元気をなくしている時に発光し元気付けることができる。発光原理は未だに解明されていない。自身が発光するだけでなく他者にその光を渡すこともできるとされる。モロボの頭頂部にあるライトはピカリから譲渡されたという説を提唱するものもいる。ピカリが発光する時は他者の心が同じように輝いていると言われている。普段はどこに生息しているのかは分かっていない。
- ニコラ

ニコラ（通常）
初冬に発見されたフモフモさんで赤い体にある白く柔らかい突起物（ボンボン）が特徴。フモフモさん達は気持ちを通わせ生活しているとされるがニコラは特にその能力が高いとみられる。伝えにくい気持ちでも自然に伝えてくれるためニコラがそばにいるとみんなが仲良くなれるとされる。ニコラの能力は遠くに離れていても届く。
ハートニコラ
気持ちを伝える能力を持つニコラ種の中でロマンチックな気持ちを伝えることが特別得意な個体はハートニコラと呼ばれている。体は赤色とクリーム色で構成されているが他の模様を持つ個体もいるという説も提唱されている。人間との関わりとして大勢のカップルを結びつけているという報告も増加している。
フラワーニコラ
ニコラ種の中で何らかの花の影響を受けたと思われる個体はフラワーニコラと呼ばれている。色や形は花を連想させ、花の香りがするという報告もある。気持ちを伝えるニコラ種の特徴を持つためフラワーニコラと遭遇するとお花畑に迷い込んだように錯覚するとされる。春に花が咲き始めるころにフラワーニコラが現れるとされるが、一年中どこかに生息するというものもいる。
スターニコラ
ニコラ種の中で特に思いのこもった願い事を伝えるとされる個体はスターニコラと呼ばれている。姿を表すことは大変貴重で観測できると幸運とも言われている。夜間に夜くもと共に突然出現することが多い。頭の向きが他のニコラ種とは逆を向いているがその理由は不明である。
- こけこっこ（モチーフ：鶏）

真っ赤なトサカが特徴。自身の羽で飛行することを目標としている。友人であるぱんなを雷ぐもに連れて行くことを目指し日常的に飛行の練習を行なっているとされる。
- こっこ（モチーフ：ひよこ）

発見される前からその存在が予想されていたフモフモさんで、こけこっこと一緒にいることが多いとされる。恥ずかしがりやでこけこっこの陰やフモくもの中に隠れている。まれに一部顔を見せ、すぐに隠すといった仕草をする。そのため姿を観察することはとても難しい。身体の大きさはこけこっこより小さいとされるが同じ程度という説もある。その他こけこっことの関係など、観測が難しいため不明な点が多い。
- ふわ（モチーフ：雪だるま）

降雪の時期に観測されるフモフモさん。雪の中から様々な物体を取り出したり、創造することができるとされる。気温が上昇し雪が溶ける頃には観測されなくなる。一方で夏に観測された報告もあるため条件が揃えば出現する可能性もある。
- モーフ（モチーフ：犬）

犬の影響波で発生したと推測されるフモフモさんで犬のような少し垂れた長い耳が特徴。嗅覚がとても鋭く、どんなに遠くからでも臭いを嗅ぐことができるとされる。遊ぶなど楽しいことを好み、楽しそうなことには自身の耳と鼻を駆使して探索する。モーフがそばに来るとどんなに辛いことがあっても思わず笑顔がこぼれ楽しいひと時を過ごすことができるという報告もある。
- モロボ（モチーフ：ロボット）

背中にネジのようなものがあるなどロボットのような外見が特徴的なフモフモさん。しかし一部ではフモフモさんではないという意見も提唱されている。頭頂部にある発光体はピカリから譲渡されたと言われている。モロボはフモフモさん達が困っている際に出現し手伝いを行う。なぜ助けを必要としていることが分かるのか、どのように助けるかなど、他のふもふもさんとの関係性など詳しいことは分かっていない。生息地不明。
- はてな？
- ミスはてな？
- モモはてな？
- げっと（モチーフ：カンガルー）

カンガルーの影響波で発生したと推測されるフモフモさんで有袋類のように腹部にポケットを持つ。穏やかな性格で寒さに弱い。一方で寒い環境では特別な力を発揮すると言われている。腹部のポケットの中には何かを入れておくことを好み、手や小さなげっとを入れている場合がある。またポケットの中に入ったものの「夢や願いごと」が不可思議な力の源とも言われている。様々な能力を持ち不可思議なポケットであることが想定される。
- ぺもも（モチーフ：ペンギン）

南の海上に発生するとされるみずくもで発見されたフモフモさん。ペンギンの影響波で発生したと推測される。性格は大人しく静かで散歩を好む。暑い季節になるとみずくもはどんどん広がるといわれており、みずくもの広がりをきっかけに、ぺももの散歩が始まるとされる。
- いのの（モチーフ：イノシシ）

日本の上空で発生したと考えられているが、発見されて間もないため生態は謎に包まれている。通常はじっとしていることが多く、フモくも植物の笹の茂みを好む。常に何かを所持している様子だが、何を所持しているのかは分かっていない。何かを発見すると急に突進したりと活発になる場合もあるがその理由は分かっていない。
- ジジ（モチーフ：キリン）

キリンの影響波で発生したと推測され、フモくもがアフリカの上空に存在する時に発生したと言われている。身体は黄橙色で茶色の丸い斑点が特徴で、頭には愛らしい角が生えている。通常は穏やかだが脅威が近づくと発見次第、周囲へ知らせると言われている。そのためフモフモさん達からはとても頼りにされている。自身の斑点に近い丸いものを好む。
- もぐぐ（モチーフ：もぐら）

もぐらの影響波で発生したと推測される。突然出現するとされるが、普段は大人しくどこにいるかもはっきりしない程である。とても勤勉でくも彫りを得意としている。フモくもの中で生息しているらしく、くもの上に姿を笑わすことは稀である。フモくもの中に住み心地の良い巣をたくさん作り、貴重なものをため込んでるいという説もある。観測した人が限りなく少なく生態は謎に包まれている。
- おぽ（モチーフ：ネズミ）

鼻の横にある愛らしい髭が特徴で、アメリカ大陸の上空で発生したとみられています。ネズミの影響波で発生したと推測されているが、そうではないと言う説もある。非常に活発で水遊びや木登りを得意とする。稀に小さなおぽを背中に乗せて遊ぶこともある。
- ぶーも（モチーフ：豚）

垂れた耳と愛らしい鼻が特徴。既知のフモフモさんにはないクルリと丸まった尻尾も魅力的である。冬季に暖かい地方の上空で発生したと言われている。そのため南国を彷彿とするおおらかで楽天的な性格のようである。鼻はとても敏感で風の匂いを嗅ぎ分け、天気の動きも分かると言われれいる。いののと関係があるという説もあるが詳しい関係性は分かっていない。
- ふく（モチーフ：フクロウ）

やや尖ったクチバシとハート型の胸元が特徴。夜間に観測されることが多い。そのため姿を見かけることは稀であり、観測できれば幸運に巡りあえると言われています。夜目がきき他のフモフモさん達が睡眠をとっている間、遠くから静かに見守っていることがある。フクロウの影響波で発生したと推測されるが飛行する様子を観察したものはおらず、詳しいことはまだ分かっていない。
- うーも（モチーフ：牛）

牛の影響波で発生したと推測されるフモフモさんで黒斑模様と愛らしい角が特徴。群れを作り穏やかに生息している。うーも達が生息するくもには珍しい草が生えていると言われ、その草を大変好む。またその草はミルクの香りがし、草を咀嚼するうーもの周りには常にミルクのような甘く優しい匂いに包まれている。
- はむむ（モチーフ：ハムスター）

ハムスターの影響波で発生したと推測されるフモフモさん。性格は天真爛漫で好奇心がとても強い。日中はくもの中で集団で固まり丸くなり睡眠をとることが多い。夜間は活発に走り回ることが多い。
- わふ（モチーフ：柴犬）

犬の影響波で発生したと推測されるフモフモさん。モーフ種と異なり日本の犬の影響が強いとされピンと立った耳と額の白い眉が特徴である。正義感が強く義理人情に厚いとされ他のフモフモさん達からも頼りにされている。嬉しいことがあると自然に尻尾が動いてしまう。稀に夕暮れ時に何かを待つかのように遠くを眺めている様子を観察することができる。モーフとの関係など詳しいことはよく分かっていない。
- かぱ（モチーフ：カッパ）

既存では観測されていないタイプのフモフモさんとして注目されている。日本上空のみずくもの仲間とみられるくもの中で発見され、河童のように頭頂部に皿を持ち、クチバシと甲羅が特徴的。かぱが発見されたみずくもは他にも様々な種類があるとされる。かぱは普段滅多に姿を見せないが、頭頂部の皿が湿っていないと活発にならないとされ、空気の湿った蒸し暑い日に水辺の近くで観測される。
- ぴじょ（モチーフ：鳩）

とても穏やかな性格で通常は木に座り大人しく生活している。ぴじょの周囲はいつも平和で柔和な空気で包まれており、そばにいると自然と幸せな気持ちになると言われている。がちょ種と仲がよく一緒に生息しているところを度々観測されている。空を飛ぶことができるとされ、ぴじょに伝言をお願いすれば他のフモフモさん達の居場所をキャッチして伝言を伝えに行くことができる。
- がちょ（モチーフ：カラス）

黒い身体にキリリとした目が特徴。他のフモフモさん達から一目おかれているみたいです。記憶力が高く一度会ったフモフモさんのことは忘れずに覚えているとされる。物を集取することを好み、特に光沢がある物はフモくもの中に大切に収集している。収集した物は隠す習性があり、がちょ以外はその中身を見ることはできない。ぴじょ種と特に仲が良く一緒に生息しているところを度々観測されている。空を飛ぶことができるとされるが詳しいことは分かっていない。
- ししも（モチーフ：ライオン）

アフリカの上空で発見され、たてがみを持つことからライオンの影響波で発生したと推測される。サバンナ上空の大きなくもの上で少数の群れで生息している。太陽を大変好み毎日日光浴をしているとされる。勝気でやや偉そうな反面、正義感にあつく面倒見もよい。そのため他のフモフモさんからは慕われている。
- ヘイジ（モチーフ：ハリネズミ）

緑色を好み草木の茂みに生息している。やや内向的で人見知り（フモ見知り）基本的には単独で生活している。以前は背中の毛が固く尖っているという説があったが、実際はとてもふわふわでもこもこしている。
- ちこり（モチーフ：スズメ）

黄色いクチバシと丸い頬が特徴的。人の側にいることを好み人の近くにいることもあるが通常は群れで生息していることが多い。くも浴びを大変好み度々群れで集まり浴びている姿を観察される。空を飛ぶことができるとされるが詳しいことは分かっていない。
- ドラモ（モチーフ：龍）

かぱ種と近いフモフモさんの新種とされる。頭部の角と美しい髭が特徴で頭部と尻尾にはふわふわな毛を持つ。中国の上空でみずくもの仲間とみられるくもの中で発生したと考えられる。なお、かぱ種が発見されたみずくもとは種類が異なるとされる。姿を観察されたことがほとんどないため様々な噂がある。本当の姿は違う、願い事を叶えてくれるなど様々な噂があるが詳しいことは分かっていない。
- レンレン（モチーフ：レッサーパンダ）

ぱんな種と同じく長いまつ毛が印象的で頬の毛は長くふわふわとしている。また縞模様の太くて大きな尻尾が特徴的。ぱんな種のように女性らしい外見だが木登りを好み、マシュマロの木の上方から顔を覗かせることもある。
- びび（モチーフ：ツバメ）

赤い額とすらりと綺麗な二股の尾が特徴。落ち着いた性格でお世話をすることを好む。休息時は水辺に生えた背の高い草の近くで群れをなし睡眠をとる。を飛ぶことができるとされ、その飛び方は大変美しいと言われているが詳しいことは分かっていない。
- みけも（モチーフ：三毛猫）

丸い斑模様と長い尻尾が特徴。ややフモ見知り（人見知り）で単独で行動しているところを観測されている。高所を好み木に登ることがある。水が苦手で雲の上の温泉を見ると逃げることがある。ふもも種と類似しているがその関係はよく分かっていない。
- ちーく（モチーフ：オカメインコ）

りんごのように赤く丸い頬とピンと立ったトサカが特徴。音楽を大変好み音楽を聴くと踊る習性がある。華麗に踊るために毎日トサカや羽の手入れを行っている。大群をなしてダンスを行うという説もある。
- りっつ（モチーフ：リス）

常に活発でありフモフモさんの中では珍しく素早く動くことができる。食欲旺盛で頬の中に大量のマシュマロを詰め込んだまま行動をすることもある。ふわふわの尻尾を大変好み仲間の尻尾を枕にして睡眠をとる。
- あいす（モチーフ：アザラシ）

丸い頭部と額の眉が特徴。みずくもで発見され、寒い地域に出現することが多いとされる。冷たいくもを発見すると群れで集まり睡眠をとる。水を好み雨が降ると目を細め、気持ちよさそうな様相となる。
- ぐりん（モチーフ：グリンピース／枝豆）

緑が混ざったいろどりぐもから発生したと考えられてる。常にニコニコしており楽しいことのみを考えている様子。喜ぶと頭頂部の葉が盛んに動く。
- らこも（モチーフ：ラッコ）

みずくもで発見され三角形の鼻と小さな耳が特徴。腹部に物を乗せることを好み、マシュマロや小さならこもを乗せている様子が観測される。夜間は手を繋ぎ睡眠をとる癖もある。
- ひょも（モチーフ：ヒョウ）

体表の模様は所々ハートのような形をしており、フモフモさんの中では俊敏でジャンプ力も高い。一方で人間の前に姿を表すことはほとんどない。通常はサバンナ上空で生活しているが寒い地方でもその姿が観測されており、行動範囲がとても広く暑さにも寒さにも強いという説がある。
- ぽぽた（モチーフ：たぬき）

大きな群れでワイワイと行動するのを大変好み、くもの上は常にお祭り騒ぎという様相である。群れで輪になり踊り、腹を叩いて拍子をとる。また月の夜は一層盛り上がる。頭に葉を乗せると不思議な力が出せると言われているが詳しいことはよく分かっていない。
- めぇる（モチーフ：ヤギ）

立派な角とふさふさとした髭が特徴。険しい山の上をくもで漂っている姿を観測されることが多い。手紙を運ぶことを好み、様々なフモフモさんへ届けるが、渡す相手を間違えるなどあわてんぼうな一面もある。
- ルフ（モチーフ：オオカミ）

大きな耳とフワフワな胸元、キリリとした目が特徴。基本は群れで生活しているが、稀に1ふも（1匹）で行動することを好む個体も存在する。一見恐そうに見えるため他のフモフモさんが近寄ってこず、寂しく思っている。楽しいことがあると大きな尻尾を振って喜びを表現すると言われている。
- かわも（モチーフ：カワウソ）

みずくもで発見され、小さな耳と額の白い眉が特徴。何に対しても興味を持ち、くもの上を滑ったり中に潜ったりして遊ぶことを好む。手先が器用でくもで様々なもを作るとも言われている。
- クゥ（モチーフ：カモメ）

頭の帽子と黒い手先、尾先が特徴。通常はみずくも付近でよく観測され、大群を作り生活捨ことが多いとされる。くもの上でぼーっとした様子で周辺を眺めることを好む。空を飛ぶことができるとされ、群れで飛行する様子はフモくものように見えるとされる。
- サボボ（モチーフ：サボテン）

乾燥地帯上空の花の香りがするくもで発見された。太陽の光を大変好み、強い日差しのもとで日光浴している姿を多く観測される。嬉しいことがあると頭部の花が咲くと言われている。サボボの持つトゲは柔らかく、触れても痛みはない。特にちふ種と仲が良く、大きな体で日陰を作ってあげることがある。
- つん（モチーフ：キツネ）

細い目と丸い眉毛が特徴で日本の上空で発生したとみられる。やや悪戯好きな面を持ち、稀にぱぱた種にチョッカイを出す姿を観測できる。なお両種の仲は良い。通常は1ふも（1匹）で生活することが多いが、月夜や星夜の日には群れで集まり跳ねたり、くもの中に飛び込んだりと不可思議な行動を取る。月や星の光に照らされた姿はとても原則的と言われている。
- パカ（モチーフ：馬）

頭部に垂直に伸びたタテガミと鼻の上にある模様が特徴。自慢のタテガミや尻尾が常にふわふわになるように毎日手入れを行っている。柔らかな風に吹かれながらゆったりと過ごすことを好む。仲間同士の考えが解る様子で離れていても意思を伝えることができると言われている。
- ペガス（モチーフ：ペガサス）

フワフワなタテガミと背中の翼が特徴。ロマンチストな一面があり、星を観測することを好む。通常はまず観測することはできないが翼で優雅に空を飛んでいる姿は神秘的で思わず見とれてしまうと言われている。
- どろ（モチーフ：黒猫）

八の字に割れた顔の模様と手袋のような白い手先が特徴。夜目がきき、夜間は活発によるくもと飛び回っている。一方で昼間は寝ぼけていることが多い。忍び足を得意とし、こそこそと近づき他のフモフモさんを驚かせるいたずらを行う。ふもも種やみけも種ととても類似しているがその関係性はよく分かっていない。
- コジー（モチーフ：コーギー）

八の字に割れた顔の模様とピンと立った大きな耳が特徴。明るく活動的な性格で好奇心がとても強い。体を動かすことを好み、そわそわと辺りを動き回るため落ち着きがないと思われることが多い。ふふ種に憧れており、ふふの群れについて来ることがよくある。モーフ種やわふ種とはなんらかの関係があるようだが詳しいことは分かっていない。
- ブン（モチーフ：文鳥）

赤いクチバシと白い頬が特徴。通常はペアで仲睦まじく生活していることが多い。好き嫌いがはっきりしており、仲良くなると近くで飛び回ったりクチバシでつつくなど人懐っこい一面を見せる。
- ぱろぱろ（モチーフ：オウム）

鮮やかな色の羽が特徴。太陽を大変好み暑さには大変強い。そのため南方の上空で観測されることが多い。モノマネが得意で周囲のものを上手に真似する。少し興奮しやすく、声が大きいのでうるさがられることもある。
- キキ（モチーフ：赤鬼）

角が2本生えており、真っ赤な体表にモジャモジャの頭が特徴。一張羅のパンツをとても大切にしている。かみなりぐもに住むフモフモさんたちとは特に仲が良いとされる。恐ろしい見た目だが陽気な性格でお祭りなど賑やかなことを大変好む。太鼓が得意で力も強く迫力のある太鼓の響きは周囲のものを元気にする。
- ごくうもちゃ（モチーフ：孫悟空）

金色に光るくもに乗り、流れ星のように速く飛ぶことができる。あまりに高速で飛ぶため頭髪は常に流れるような癖がついている。もちゃ種とよく類似しているがかぱ種やドラモ種と同様のタイプの新種とする研究者もおり、その関係性はよく分かっていない。
- じとと（モチーフ：ハシビロコウ）

大きなクチバシと頭の毛が特徴。じっとしていることを好み、動いている姿を観察することは稀とされる。じっとしながら鋭い目つきで何かを観察するとされる。多くは単独で生活するが仲良くなるとお辞儀で挨拶することもある。
- ホエー（モチーフ：クジラ）

頭から出る潮と腹部のストライプ模様が特徴。みずくもで発見され、くもの中を深く潜ったり泳いだりすることを好む。穏やかで優しい性格のようで常に穏やかな表情をしている。嬉しいことがあると頭の潮が揺れるとされる。
- そうも（モチーフ：シマウマ）

頭部のタテガミと美しい縞模様が特徴。サバンナ上空で雨季の時期に発生したといわれている。視野がとても広く様々なことを瞬時に感じ取ることができる。草の上で耳を澄ましながら風の音や匂いを感じることを好む。通常は群れで生活することが多い。
- シャウ（モチーフ：シャチ）

鋭い目つきと光る歯が特徴。みずくもで発見され、くもの中をゆったり泳ぐことを好む。五感が鋭く自身や他のフモフモさんの現在地がすぐに分かるとされる。強力な印象を受ける歯だが実際はマシュマロをふも一倍（人一倍）食べることに役立っている。いたずら好きな一面もあり、稀にくもからヒレだけを出し忍び寄っては周囲を驚かせることもある。
- るーも（モチーフ：イルカ）

突き出たヒレとクチバシ、露型の腹部が特徴。みずくもで発見されくもの中を群れで泳ぐ姿が観測されている。フモフモさんは通常、言葉を発さずにコミュニケーションをとることができるが、その中でもるーも種は相手の気持ちを察することが得意である。るーも種同士で頷くような仕草をしながら互いに何かを感じ取っているとされる。
- かぶー（モチーフ：カピバラ）

細めた目に暢気な表情が特徴。熱帯地方の上空で発生したとされ、水辺の茂みなどを好み、少数の群れを作って暮らしている。非常におっとりした性格で1日の大半をぼっとして過ごすことが多い。温水を好み、もちゃ種の作った温泉に度々出没するという説もある。
- なのの（モチーフ：ナマケモノ）

垂れ目のような模様がある顔と長い爪が特徴。非常にのんびりとした性格でフモフモさんの中でも一際スローペースとされる。1日の中で活動する時間よりも睡眠をとる時間の方が多い。木にぶら下がって過ごしたり、マシュマロを頬張ったりすることを非常に好む。
- コルル（モチーフ：ユニコーン）

フワフワのタテガミと綺麗な角が特徴。非常に恥ずかしがりな性格で他のフモフモさん達も姿を見たことはほとんどないとされる。コルル種が触れた水は七色に輝くと言われ、その水で育ったマシュマロは星型で格別に美味しいとされる。コルルを観察した夜に流れ星も観察されると言われているが詳しいことはよく分かっていない。
- せぼぼ（モチーフ：セイウチ）

大きな口と長い牙が特徴。寒冷な地域のみずくもで発見され、天気の良い日には群れで日光浴をする姿が観測されている。長い牙で非常に強そうに見えるがおっとりした優しい性格とされる。誰かと一緒にいることを大変好み、他のフモフモさんの元に現れて一緒に遊ぶこともある。

### 変異形態・性質違い
- フモ王
- ベビー
- かみなりぐも
- はねね

### フモフモさん以外のキャラクター
- フモくも
- いろどりくも
- しまにゃー
- ちふ
- クラシック
- エクセレンス

## タイアップ・限定
- ぐりん（GReeeeN[2]とのコラボ）
- こっこ（ヤマシロヤ限定[3]）
- ジジ（トイザらス限定[4]、別カラーは通常販売）
- はねね（羽田空港限定）
- ピンクパンサー&パルズ(ピンクパンサー&パルズとのコラボ[5])
- ペガス（限定！フモフモさん福袋（2014年）限定）

## 出演
- 「オレンジ」（GReeeeN、NAYUTAWAVE RECORDS、2012年4月25日、UPCH-89114）

## アプリ
- 「フモフモさんライブ壁紙」（アンドロック、Android、2013）
- 「フモフモさんカメラ」（アンドロック、Android/iOS、2013）

## 書籍
- 『わたしのフモフモさん』（高橋 和枝、ポプラ社、2006/04、ISBN 4591092011）
- 『フモフモ生活―Fumo Fumo sanオフィシャルファンブック 』（フモと生活社、主婦と生活社、2006/10、ISBN 4391133202）
- 『フモフモさんふわふわBOX』（宝島社、2006/11、ISBN 4796655379）